# Antonio Stradivari
Antonio Stradivari (Cremona, ca. 1644 – aldaar, 18 december 1737), of gelatiniseerd Antonius Stradivarius, was een Milanese vioolbouwer en de bekendste onder hen. Stradivarius had elf kinderen bij zijn twee vrouwen.

## Situering
Hoewel de familienaam Stradivari in de 16e eeuw veel voorkwam in het gebied rond Cremona, is er weinig concreets bekend over de achtergrond van de familie Stradivari. Men nam altijd aan dat hij de zoon was van Alessandro Stradivari en Anna Moroni, maar de Stradivari met wie Anna Moroni getrouwd was, stierf tijdens de pestepidemie in 1630, ver voor de geboorte van Antonio Stradivari. In het testament van Alessandro worden wel namen van zijn zonen genoemd, maar geen Antonio. (In het koopcontract van zijn tweede woning wordt Antonio Stradivari aangeduid als zoon van de overleden Alessandro Stradivari.) Overigens staat het derde kind van Stradivari, Jacomo Francesco, als volgt ingeschreven in het doopregister:
“in het jaar onzes Heren, 2 februari 1671 / Jacomo Francesco, zoon van de heer Jacomo Antonio Stradivari en mevrouw Francesca, in het huwelijk verenigd...”
Mogelijk blijkt hieruit dat Jacomo de eerste naam van Antonio Stradivari was.
Vóór 1628 waren er drie kinderen in het gezin Stradivari geboren die in de kerkelijke registers zijn terug te vinden, maar van de kinderen daarna, en dus ook van Antonio, ontbreken de geboorteaktes. In 1902 veronderstelden de broers Hill in hun boek over Stradivari dat de familie Stradivari vanwege de hongersnood in de jaren 1628 en 1629 en de pestepidemie van 1630 de stad zou zijn ontvlucht om er pas ná de geboorte van Antonio in 1644 terug te keren. Ze veronderstelden dat Stradivari mogelijk helemaal niet in Cremona werd geboren, maar indien Stradivari buiten Cremona was geboren en opgegroeid, dan zou hij zijn huwelijk waarschijnlijk in zijn geboorteplaats hebben moeten aankondigen en kopieën van geboorte- en doopbewijzen hebben moeten leveren, die men in de registers terug had moeten vinden. Ten gevolge van de pestepidemie namen de activiteiten in de vioolbouw in Cremona pas vanaf 1640/1641 weer toe. De epidemie maakte overigens een eind aan de vioolbouw in Brescia, waardoor Cremona kon uitgroeien tot het belangrijkste centrum van de vioolbouw.
Bevolkingsregisters en andere documentatie zoals aantekeningen op de labels in de instrumenten die Stradivari bouwde, geven een uiteenlopende reeks van jaren tussen 1644 en 1649 waarin Stradivari geboren zou zijn. De bevolkingsregisters van de parochie van San Agata tussen 1668 en 1678 vermelden een geboortejaar dat ligt tussen 1640 en 1649. De registers van de parochie San Matteo, waar het huis stond dat Stradivari daarna kocht, gaan uit van 1648 of 1649. De laatste vermelding in dat register vermeldt hem in 1736 met een leeftijd van 87 en dus een geboortejaar van 1649. Hij stierf in 1737, met de vermelding dat hij toen “ongeveer 95” was, wat betekent dat is uitgegaan van een geboortejaar van 1642.
Verwarring over zijn geboortejaar blijkt ook uit de aantekeningen op de labels in zijn instrumenten. Een label gedateerd 1732 vermeldt “d’anni 89”, daarmee aangevend dat Stradivari 89 was toen hij het instrument bouwde, en dus in 1643 geboren zou zijn (E.J. Payne las overigens de aantekening in de viool niet als “d’anni 89”, maar als “d’anni 82”). In de archieven van een bankier uit Milaan, Carlo Carli, werd een inventaris gevonden van de verzameling instrumenten van Cozio de Salabue, die klant van Carli was. De inventaris was opgemaakt toen de verzameling bij de bankier gedeponeerd werd. Een viool van Stradivari had een label waarop in het handschrift van de vioolbouwer zijn leeftijd van 92 vermeld stond en de datum 1736. Daaruit kon worden opgemaakt dat Stradivari in 1644 geboren was. Men nam altijd aan dat Antonio de aantekeningen zelf op hoge leeftijd had geschreven, als een teken van trots, maar recente onderzoeken concluderen dat de labels mogelijk niet door Antonio werden geschreven, maar door Cozio di Salabue. Als dit het geval is, dan heeft waarschijnlijk Paolo Stradivari aan Cozio di Salabue verteld hoe oud zijn vader was, waardoor de aanname van het geboortejaar toch nog steeds juist kan zijn. Toch kunnen ook anderen de data gewijzigd of aangevuld hebben. Ook uit soortgelijke aantekeningen op labels van instrumenten uit 1735, 1736 en 1737 blijkt 1644 als geboortejaar.

## Opleiding

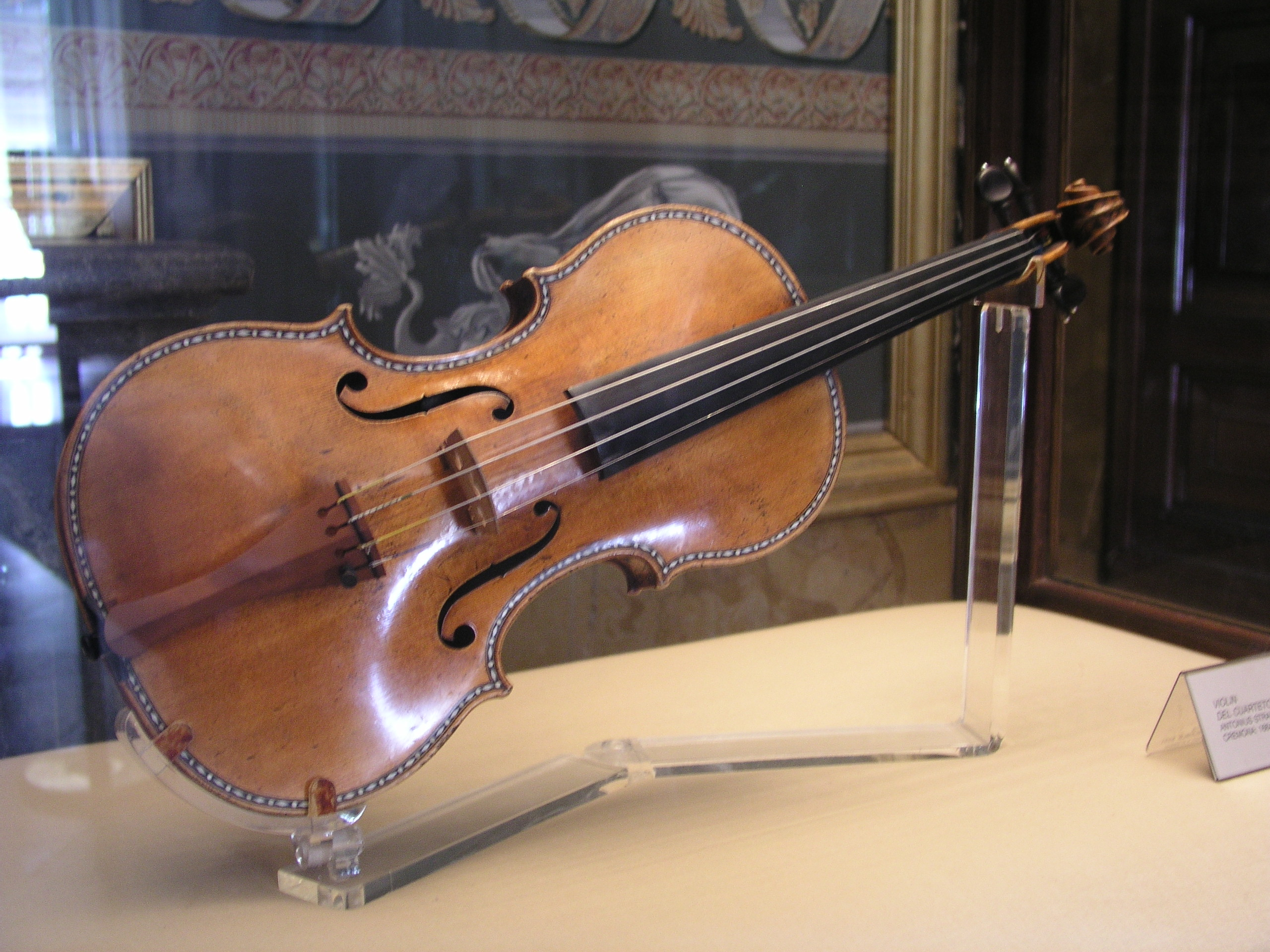
Viool gebouwd door Stradivarius uit de Spaanse koninklijke collectie. Hij maakt deel uit van een kwartet

Aan de hand van de krul en de klankgaten is het mogelijk om de verschillende bouwers van snaarinstrumenten uit elkaar te houden. Na een leertijd waarin snaarinstrumenten volgens het model van de leermeester werden gebouwd, volgde de ontwikkeling van een eigen stijl door degenen die zich zelfstandig hadden gevestigd. Over de opleiding en professionele vorming van Stradivari doen verschillende hypotheses de ronde. Stradivari was waarschijnlijk oorspronkelijk opgeleid als houtsnijder en mogelijk een leerling van Nicolò Amati. Er is een zekere gelijkenis tussen de vroege instrumenten van Stradivari en het werk van Amati, maar alleen deze gelijkenis is natuurlijk onvoldoende om aan te nemen dat hij een leerling van Amati was. Er zijn ook geen documenten gevonden om deze veronderstelling te bevestigen. Het werk van Amati was in de vroege periode van Stradivari de standaard in Cremona en omstreken, zodat een gelijkenis voor de hand ligt. Er is ook wel gesuggereerd dat Stradivari ten minste een van de mallen van Amati bezat, anderen vermoedden dat Amati zo onder de indruk van het werk van Stradivari was, dat hij na zijn dood al zijn instrumenten aan hem naliet. Volgens anderen zijn er bij nadere beschouwing juist wezenlijke verschillen tussen het werk van Amati en de vroege instrumenten (tot ca. 1680) van Stradivari.
In elk instrument dat Stradivari bouwde, is een label aanwezig met de tekst Antonius Stradivarius Cremonensis Faciebat, wat betekent "Gemaakt door Antonio Stradivari uit Cremona". Op het label van de “Ashby”–viool van Stradivari staat: "Antonius Stradiuarius Cremonensis Alumnus/Nicolaij Amati, faciebat anno 1666". Het erop volgende jaar liet Stradivari nieuwe labels drukken, waarop de woorden “Alumnus/Nicolaij Amati” echter zijn komen te vervallen. Het lettertype van het label uit 1666 verschilt ook van alle andere labels van Stradivari, en het hoeft daarom helemaal niet origineel te zijn en kan later zijn aangebracht.
Een ander argument dat Stradivari geen leerling van Amati was, is dat in de bevolkingsregisters werd vermeld welke personen tot een huishouden behoorden, inclusief de leerlingen van Amati. Tussen 1641 en 1686 worden steeds alle leerlingen van Amati vermeld, maar Stradivari is daar niet bij. De opgaven voor de jaren 1670 tot 1679 ontbreken, maar vóór deze periode was Stradivari al getrouwd, had hij een huis gehuurd, was hij vader geworden en had hij zich reeds als zelfstandig vioolbouwer gevestigd. Het kan zijn dat leerlingen van plaatselijke families thuis bleven wonen en daarom niet in de bevolkingsregister bij het huishouden van de meester werden genoemd, maar meestal sluit het contract tussen de meester en de familie dat uit.
De instrumenten van Stradivari uit de vroege periode missen ook het teken op de binnenkant van het onderblad dat het kenmerk is van alle instrumenten van de familie Amati en iedereen die door hen werd opgeleid. Het zou kunnen gaan om een indruk van een werktuig om de symmetrie van een instrument gedurende de bouw van een viool te controleren. Het gaat om een kleine, conische holte op 19 cm vanaf de onderkant op het onderblad van de viool. Hij is door de klankgaten zichtbaar en verraadt zijn aanwezigheid aan de buitenkant van het onderblad door een minieme verstoring in het hout. Stradivari hanteerde blijkbaar deze Amati-techniek niet en het is moeilijk voorstelbaar dat hij desondanks leerling van Amati was.
Anderen gaan ervan uit dat Stradivari door een architect of een beeldhouwer werd opgeleid en later vioolbouwer werd. Mogelijk was het Francesco Pescaroli (1610-1679), een architect die het huis waar Stadivari tussen 1668 en 1680 woonde, ter beschikking stelde. Andere namen die wel genoemd worden, zijn de beeldhouwer Giacomo Bertesi (1643-1710) en Alessandro Capra. Er is door Elia Santoro (1987) ook wel vermoed dat hij eerst in de leer ging als intarsiaspecialist of houtsnijder voor hij vioolbouwer werd, maar uit het inlegwerk van Stradivari, dat zijn roem zo snel deed toenemen en hem vele opdrachten uit de hoogste klassen van de maatschappij bezorgde, blijkt geen speciale opleiding buiten de intarsia-training die destijds tot de opleiding tot vioolbouwer behoorde (Pollens, 2010). Er is ook verder geen enkel bewijs voor. Pescaroli staat echter niet alleen bekend als architect, maar ook als “falegname”, timmerman, en “tagliatore”, houtsnijwerker, en wellicht was Stradivari een leerling van hem op dit gebied.
Stradivari bouwde overigens allerlei soorten snaarinstrumenten, waaronder cello's, altviolen, minstens één harp en gitaren. Experts schatten dat Stradivari in zijn leven ongeveer 1100 instrumenten heeft gemaakt. De nog resterende bespeelbare instrumenten (ca. 540) behoren tot de kostbaarste ter wereld. Musici die een Stradivarius bespelen, beweren vaak dat elke viool en dus ook elke Strad, zoals ze liefkozend genoemd worden, een eigen persoonlijkheid heeft. De door Stradivari gebouwde instrumenten worden gerangschikt onder de beste ooit gebouwd.

## Het eerste huwelijk en eerste huurhuis
Uit de correspondentie tussen 25 juni en 4 juli 1667 over de huwelijksaankondiging tussen de parochie van Santa Cecilia, waar hij vlak voor zijn tweede huwelijk woonde, en die van Sant' Agata, waar Stradivari’s eerste huwelijk werd gesloten, blijkt dat de parochiepriester hem kende en dat er geen bezwaren tegen zijn huwelijk bestonden. Op 4 juli 1667 trouwde Stradivari met Francesca Feraboschi, de jonge weduwe van een zekere Giuseppe Giacomo Capra, de zoon van de architect en ingenieur Alessandro Capra (1608-1682), die vermoord was. Zijn zoon, wiens eerste vrouw in 1661 was gestorven, was in 1662 met Francesca Feraboschi getrouwd. Twee jaar daarna echter werd hij vermoord door haar broer Gian Pietro Feraboschi. Als straf werd hij verbannen. Door de rechter werd besloten dat Francesca het voogdijschap over haar kinderen diende over te dragen aan haar schoonvader, en daardoor werd Alessandro Capra in 1664 tot voogd van zijn twee kleinkinderen benoemd. In 1665 werd de familie Capra gesommeerd de persoonlijke bezittingen van Francesca aan haar terug te geven, maar twee jaar daarna verzocht de familie Capra de gouverneur van Milaan om Francesca’s broer gratie te verlenen en erin toe te stemmen dat hij naar huis terugkeerde. Het verzoek werd ingewilligd, hoewel de kinderen onder voogdijschap van hun grootvader bleven.
Het huwelijk na de gebruikelijke drie huwelijksaankondigingen werd in de kerk van de heilige Sant' Agata gesloten. Het echtpaar trok daarna in het huis in deze parochie dat Francesco Pescaroli aan hen ter beschikking had gesteld. De registers uit 1668 tonen aan dat het door Antonio Stradivari met zijn vrouw en zijn drie maanden oude dochter werd bewoond. Antonio had zes kinderen bij Francesca, waaronder Francesco en Omobono die allebei ook vioolbouwer werden en hem later in de werkplaats hielpen.
In 1962 identificeerde Arnaldo Baruzzi het eerste huis waarin Stradivari tussen 1668 en 1680 woonde. De straat waar het huis van Signor Francesco Pescaroli aan lag, heette destijds de Strada Magistra. Baruzzi ging na wie het huis allemaal in eigendom hadden gehad en wie het tot dan toe hadden bewoond vanaf de tijd dat Stradivari erin woonde, en uiteindelijk identificeerde hij het huis als het huis dat zich op het tegenwoordige adres Corso Garibaldi 55 bevindt. Hij stelde vast dat het gebouw uit een boven- en een achterhuis bestond, die door een klein hofje van elkaar gescheiden waren. De twee huizen waren met een portaal dat de helft van het hofje in beslag nam, met elkaar verbonden geweest, zoals op de tekening te zien is. Stradivari werkte zowel vanuit het huis dat hem door Pescaroli ter beschikking was gesteld, als vanuit zijn eigen huis waarin hij vanaf 1680 woonde.
Het is niet volledig zeker dat het huis dat door Baruzzi werd geïdentificeerd, en dat op de kadastrale kaarten hieronder wordt aangegeven met het nummer 202, ook inderdaad het huis van Pescaroli was. Latere onderzoeken wezen uit dat het huis dat dezelfde inrichting heeft, en dat aangegeven wordt met het nummer 200 (nummer 57), eveneens het vroegere woonhuis van Stradivari geweest kan zijn. Bovendien behoort zelfs nummer 59 tot de mogelijkheden.
In 1987, 25 jaar na de resultaten van Baruzzi, werd in het gemeentelijke archief een studie uitgevoerd ter gelegenheid van de viering van het 250e sterfjaar van Stradivari. Het leidde tot een verontrustend resultaat: waarschijnlijk was het adres Corso Garibaldi 57 níet het huis geweest waar Stradivari gewoond had, maar het huis ernaast, nummer 59. De studie van Baruzzi uit 1959, La casa nuziale di Antonio Stradivari a Cremona, zat er dus hoogstwaarschijnlijk naast. De vraag deed zich voor of de viering, waar het huis een prominente rol in speelde, moest doorgaan, of dat het bezoek aan het huis afgeblazen moest worden. Op dat moment had geen enkele publicatie het over de vergissing met het huisnummer en daarom bleef de herdenkingsdag zoals hij georganiseerd was: met de opening van het huis, het concert en alle andere festiviteiten. Op nummer 57 is een meubelzaak gevestigd en op de eerste verdieping bevindt zich in het volle zicht tussen de twee ramen achter het ijzeren balkon een herdenkingsplaquette waarop staat dat Stradivari hier met zijn vrouw Francesca Ferraboschi tussen 1668 en 1680 woonde. Op nummer 59 bevindt zich een banketbakkerij. De gemeente overwoog in 2005 opnieuw het idee om het gebouw te kopen, waar in 1959 vanaf was gezien. Burgemeester Renzo Zaffanella had het voornemen om er een aan Stradivari gewijd museum van te maken.

## De tweede woning en tweede huwelijk
Het bevolkingsregister van 1683 geeft aan dat Stradivari niet meer in het huis van Pescaroli woonde. Het werd geïdentificeerd als “casa grazie Malossa vidova” (het huis van Grazia Malossa, weduwe). De dood in 1679 van zijn huisbaas, Francesco Pescaroli, heeft mogelijk met de verhuizing van Stradivari te maken. Hoewel hij misschien het huis van Pescaroli had kunnen kopen, verhuisde Stradivari naar een huis in de parochie van San Matteo tegenover de San Domenico. Hij kocht op 3 juni 1680 van Giovanni Picenardi een huis tegenover de Porta Maggiore aan de Piazza San Domenico nr. 1239 (later bekend als Piazza San Domenico nr. 2, nu Piazza Roma nr. 1) in de parochie van San Matteo voor 7.000 lire. Het koopcontract werd door een notaris opgemaakt en is bewaard gebleven in de notariële archieven. In baar geld betaalde Stradivari 2.000 lire, en er werd overeengekomen om 4.990 lire over 4 jaar af te betalen. Omdat Stradivari jaarlijks een “tiende” van 6 sol aan de kerk betaalde, werd hem de laatste 10 lire kwijtgescholden. Mogelijk had Stradivari in 1680 veel gespaard. Hier woonde en werkte hij de rest van zijn leven. Overigens kocht Carlo Bergonzi, mogelijk een leerling van hun vader en die de werkplaats van Paolo Stradivari huurde, het huis nadat de twee zoons van Stradivari waren overleden. De familie Bergonzi woonde er daarna in.
In dit huis, dat in dezelfde straat lag als dat van de families Amati en Guarneri, zette hij een eigen werkplaats op. Ook de familie van zijn vrouw en de familie Capra, van zijn tweede vrouw, woonden enkele huizen verderop. Het huis had een grote kelder, telde drie verdiepingen en had op het dak een open galerij. Op de begane grond bevonden zich vier ruimtes, waaronder de winkel, een berging, een zitkamer en een keuken. De eerste verdieping telde vier kamers en de tweede drie. Het dak was voor een gedeelte vlak, een z.g. “seccadour”; traditioneel werd een dergelijke constructie gebruikt voor het drogen van fruit of linnen. Wellicht hing Stradivari hier zijn instrumenten te drogen.
Francesca Feraboschi stierf op 20 mei 1698 en werd vijf dagen later begraven. In het bevolkingsregister van 1698 wordt een 15-jarige hulp in de huishouding genoemd, Ana Barozzi, die duidelijk door de familie in de arm was genomen om Francesca, die kort daarna stierf, te ondersteunen. De naam van Omobono ontbreekt vanwege een reis naar Napels. De gespecificeerde rekening van de begrafenis is bewaard gebleven. Het familiehuis en de kerk waren in het zwart gehuld en in de kathedraal en de plaatselijke kerken werden klokken geluid, en er worden meer dan 180 geestelijken, wezen en bedelaars genoemd die allemaal betaald werden. Ook andere bronnen bevestigen dat bij begrafenissen dergelijke maatregelen werden genomen. Op de rekening wordt voor het werk van de twee magistraten elk 8 lire in rekening gebracht. Blijkbaar had Stradivari in de gaten dat de gebruikelijke kosten 4 lire per magistraat bedroegen, omdat hij onderaan de rekening schreef dat hij per magistraat 4 lire in mindering had gebracht.
In augustus 1698 trouwde Stradivari met Antonia Zambelli Costa. Bij Antonia had Stradivari vijf kinderen, één dochter en vier zonen, waaronder Paolo. Tegen die tijd was Francesco al volledig bezet in de werkplaats en hoewel Omobono ook zijn plaats in de werkplaats had, was hij vaak bezig met zaken die niets met vioolbouw hadden uit te staan. Van Antonio’s elf kinderen werden uit zijn eerste huwelijk zijn twee zoons vioolbouwer. Na de dood van Antonio verkocht zijn zoon Paolo het gereedschap en de instrumenten in de werkplaats van zijn vader.

## Roem en voorspoed

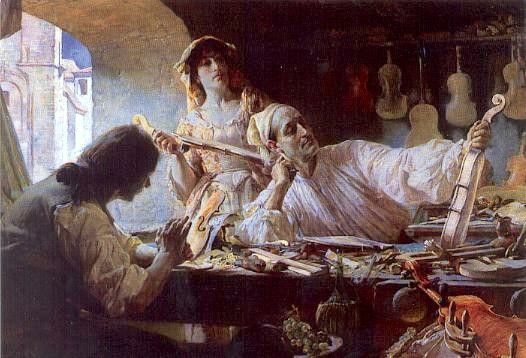
Stradivari in zijn atelier, Edgar Bundy, 1893. 35,5×52 cm, privécollectie

Rond 1700 was Stradivari de toonaangevende vioolbouwer in Cremona en Italië, en rond 1715 had hij met zijn vaardigheid en expertise een niveau in de instrumentenbouw bereikt dat volgens sommigen daarna niet meer geëvenaard is. Omdat Stradivari altijd in de werkplaats nadrukkelijk de leiding had en omdat Francesco en Omobono allebei enkele jaren na hun vader stierven, wordt bijna de gehele productie van de werkplaats ook aan Antonio toegeschreven.
Stradivari combineerde artistiek vakmanschap, zakelijk instinct en toewijding, wat een grote concurrentie voor veel andere vioolbouwers in Cremona betekende. Men zegt dat een aantal van hen zelfs de stad verlieten (zoals Pietro Guarneri di Venezia en Giovanni Battista Rogeri) of met de vioolbouw stopten (zoals Girolamo Amati II). Anderen, zoals de familie Ruggeri en Giuseppe Guarneri filius Andrea (de zoon van Andrea) en zijn zoon Giuseppe del Gesù, bleven echter.
Vanwege zijn resultaten is Stradivari een van de meest geïmiteerde vioolbouwers aller tijden, met honderdduizenden, zo niet miljoenen kopieën van zijn modellen. Zijn violen en cello's blijven het ideaal en het sjabloon voor hedendaagse vioolbouwers en ze tonen aan dat de technologie niet altijd het vakmanschap overtreft.
Stradivari verkocht zijn violen voor niet minder dan vier Louis d'or (circa 160 lire) per stuk en bracht op die manier een klein fortuin bij elkaar. Het schijnt zelfs dat wanneer de inwoners van Cremona destijds wilden aangeven dat iemand zeer rijk was, men over “zo rijk als Stradivari” sprak. Het valt echter sterk te betwijfelen of Stradivari zijn rijkdom alleen aan de vioolbouw te danken had; uit allerlei documenten blijkt dat hij allerlei investeringen deed en leningen verstrekte, die hem aanzienlijke winsten en rente opleverden. De rekening van de begrafenis van zijn eerste vrouw toont zijn rijkdom ook aan.

## Het einde en erna

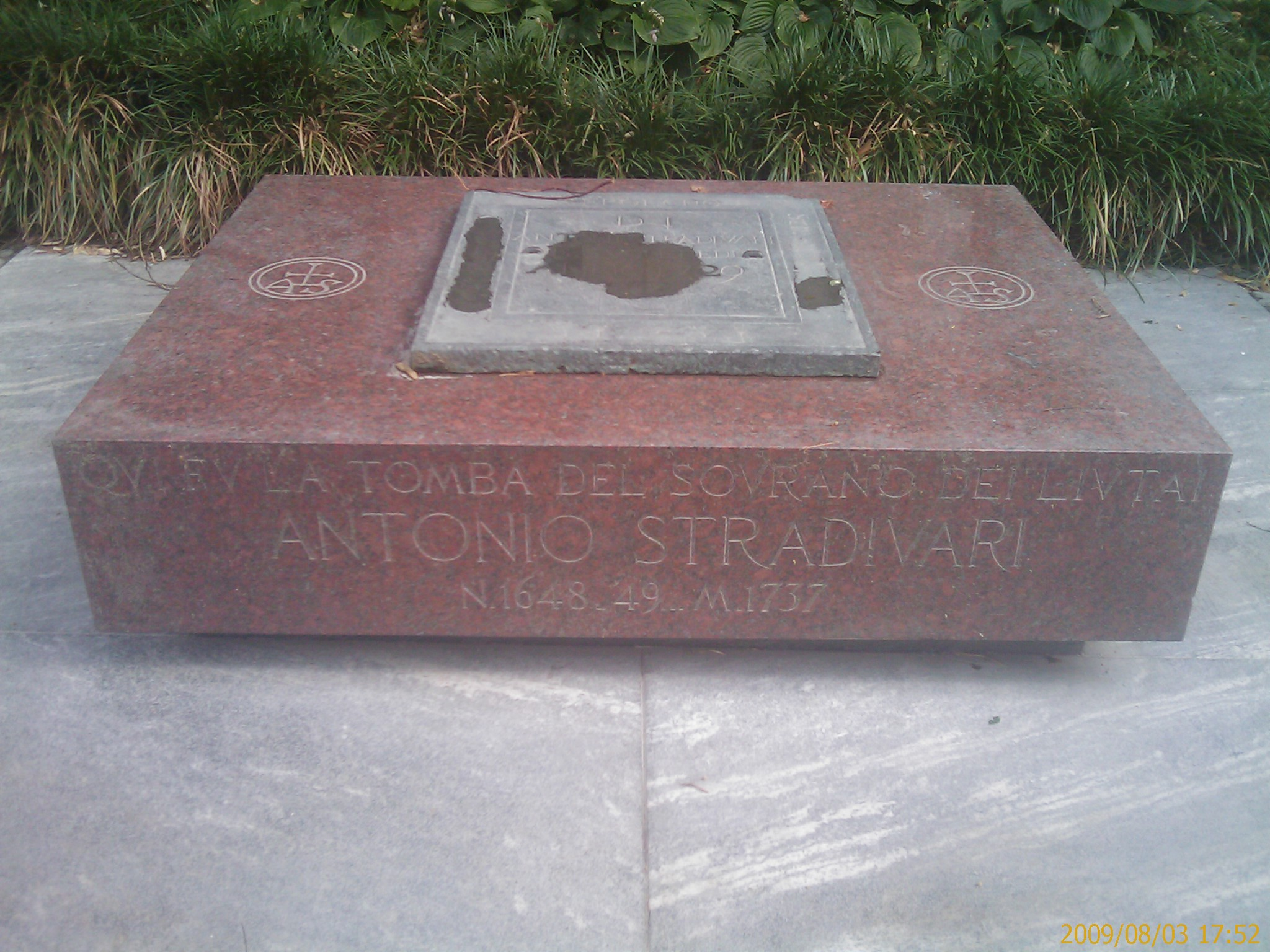
Gedenksteen voor Stradivari op de Piazza Roma in Cremona

In 1729 liet Stradivari zijn testament opstellen en kocht hij van de aristocratische familie Villani het familiegraf in een kleine kapel van de maagd Rosario in de basiliek van de middeleeuwse kathedraal van San Domenico. Vanaf 1720 was begraven niet meer mogelijk in de parochiekerk van San Matteo, wat bevestigd wordt door graaf Cozio de Salabue. In een brief uit 1775 van de graaf aan Paolo Stradivari die in de nalatenschap van Lancetti werd gevonden, wordt de plaats waar Stradivari begraven werd, bevestigd:
"Ik ben verheugd exacte gegevens van u te hebben ontvangen dat de kerk waarin uw vader is begraven die van San Domenico is."
In een andere brief van graaf Cozio, een jaar later, vermeldt hij:
"Ik heb zonder enige twijfel vastgesteld dat Stradivari, dan bijna vierennegentig jaar oud, /.../ in Cremona overleden is en in de kerk van San Domenico werd begraven."
Antonio Stradivari overleed op 18 december 1737 en werd de volgende dag naast zijn tweede vrouw in de kapel van San Rosario begraven. De kennis over de precieze plaats waar Stradivari begraven lag, is daarna weer verloren gegaan, totdat de plaats aan het eind van de negentiende eeuw weer werd herontdekt door de naspeuringen van een zekere Sacchi, een Cremonese onderzoeker die goed bekend was met de annalen van de stad. Sacchi ontdekte in een manuscript van de architect Antonio Maria Panni, dat de kerk van San Domenico in de parochie van San Metteo lag en dat de kapel van Rosario de derde van rechts was, wanneer men de kerk binnen ging. In de archieven van de kathedraal was slechts terug te vinden dat Stradivari begraven was in de tombe van Francesco Villani, zonder dat de San Domenico werd genoemd.
Nadat Antonio was overleden in 1737, Omobono in 1742 en Francesco in 1743, werd het huis tot 1746 bewoond door Paolo en zijn broer Giuseppe, een priester. De familie Stradivari verhuisde toen en verhuurde de woning tot 1758 aan de familie Bergonzi. De vioolbouwer Carlo Bergonzi overleed in 1747 en zijn zoon in 1758. De familie Bergonzi gebruikte ook de instrumenten van Stradivari en nam een deel ervan mee toen ze verhuisden.
Na jaren van verval was er echter in 1869 te weinig geld beschikbaar voor restauratie van de kerk en nadat de gemeente het vervallen gebouw had gekocht, werd het afgebroken en werd een park aangelegd. Het graf, waarin ook andere leden van de familie Stradivari begraven lagen, ging verloren, waarbij de overblijfselen van Stradivari niet zijn geïdentificeerd. Geïnteresseerden waren te laat om nog iets van de inhoud van het graf van Stradivari te redden en door onoplettendheid en onverschilligheid van de gemeente is niets bewaard gebleven. De schrijver George Hart was zich ervan bewust wat er aan de gang was en gaf de opdracht om foto’s van de kapel te maken voordat hij afgebroken werd. Een grafsteen met het opschrift "Sepolcro di Antonio Stradivari Esvoi Eredi An. 1729" die diende om de plaats van het graf aan te geven, is alles wat nog rest. De grafsteen wordt bewaard in het Museo Civico in Cremona en er staat nog steeds de naam Villani op, het jaartal 1664 en grafschriften die met Stradivari niets te maken hebben. Op het centrale gedeelte is het wapen van de familie Villani weggebeiteld en staat de naam Stradivari en het jaar 1729. Zowel Antonio als zijn vrouw werden begraven in het familiegraf.
Naar het testament van Antonio Stradivari is 150 jaar gezocht in allerlei kerkelijke en overheidsarchieven. Het werd in 1995 eindelijk ontdekt in een bundel documenten van de notaris Giovanni Pietro Prati in het stadsarchief van Cremona met als datum 6 april 1729. Daarvoor hadden de onderzoekers de archieven van 75 Cremonese notarissen doorzocht en weliswaar allerlei documenten gevonden die met Stradivari te maken hadden, maar geen testament. Het concept van zijn hand met als datum 24 januari 1729 is eveneens bewaard gebleven. Er blijkt uit dat hij het thuis opstelde en de notaris daarna nog drie uitgebreide versies opstelde. Als voornaamste begunstigden worden zijn twee zoons die hem assisteerden, Francesco en Omobono, aangewezen. Zijn jongste zoon Paolo erfde 6.000 lire indien hij mocht besluiten om handelaar te worden. Drie jaar na het testament, in 1732, kocht Antonio een vennootschap voor hem voor 20.000 lire van de textielhandelaar Lorenzo Bertio (in het contract werd overigens de regelgeving van de Universita Mercurati geciteerd), met een optie om na drie jaar nog eens 50.000 lire te investeren.
Na de dood van Antonio ging de leiding van het bedrijf over op zijn oudste zoon Francesco (1671-1743), die in het testament wordt beschreven als gehoorzaam en overdreven gedienstig. Francesco wordt echter, hoewel hij veel samenwerkte met zijn vader, hoofdzakelijk als zijn assistent beschouwd en er bestaan slechts enkele violen met zijn label.
Antonio had met Omobono waarschijnlijk een wat moeizame verhouding, omdat het testament hem weliswaar een erfenis van 5.000 lire toebedeelt, maar Antonio tegelijkertijd 2.000 lire daarvan aftrekt als compensatie voor de uitgebreide reis naar Napels, terwijl van het restant van 3.000 lire de helft bestond uit huishoudelijke voorwerpen en zes violen. Uit de eerste versie van het testament blijkt niet dat Omobono assisteerde bij de bouw van de instrumenten, terwijl in de definitieve versie werd bepaald dat Omobono bij de verdeling van de erfenis vrije keuze had van de voorwerpen in het huis, maar dat dat niet de werktuigen mochten zijn die Antonio of Francesco gebruikten voor hun beroep. Dit laatste was volgens Pollens (2010) waarschijnlijk om zeker te stellen dat de werkplaats intact bleef en de twee zoons niet met elkaar gingen concurreren, zoals dat wel was gebeurd bij de families Guarneri en Amati. Omobono Stradivari (1679-1742) bouwde maar een paar violen en zocht vooral een leven buiten de vioolbouw. Zijn werk wordt ook als minder goed beschouwd dan dat van zijn oudere broer en zijn vader. De rol die Omobono in de zaak speelde, is onduidelijk, maar uit de archiefstukken komt hij naar voren als zeer actief en betrouwbaar – op een groot aantal documenten staat zijn handtekening als getuige. Hij was ook actief betrokken bij een aantal liefdadigheidsinstellingen en trad als bemiddelaar op bij openstaande schulden en andere conflicten. Hij werd ook tot overste gekozen van de kerk van San Barnaba.
Behalve in de laatste periode van het leven van Antonio Stradivari, is het maar zelden dat een instrument door Francesco of Omobono werd gemaakt zonder dat Antonio Stradivari zich ermee bemoeide. Beide zonen werden volledig door hem gedomineerd, deden waarschijnlijk het ruwe werk terwijl het hen slechts incidenteel werd toegestaan om een bestelling af te handelen. Veel van deze instrumenten hebben een “sotto la disciplina”-label, dat aangeeft dat ze werden gemaakt onder het toezicht van Antonio, maar niet door hemzelf. Zelfs in het laatste jaar van zijn lange leven hield Stradivari nog steeds toezicht op de activiteiten in de werkplaats. In het testament vergat hij uiteraard al zijn andere kinderen niet.

## Collectievorming
De grootste collectie van Stradivarius-instrumenten is eigendom van de Nippon Music Foundation in Japan. Een andere grote collectie is die van de koning van Spanje en is te bezichtigen in het Palacio Real in Madrid. Ook de Smithsonian Institution te Washington D.C. herbergt een aanzienlijke collectie instrumenten van Stradivarius, waaronder de viool van de Noorse componist en violist Ole Bull en de cello van de Belgisch cellist en componist Adrien François Servais. André Rieu, een Nederlands violist en orkestleider, bezit een Stradivarius uit 1732. Solovioliste Janine Jansen heeft een Stradivarius uit 1727 (de Barrere) in bruikleen via de Stichting Elise Mathilde Fonds, die deze viool via de Stradivari Society kon aanbieden.
In het Museo Stradivariano in Cremona zijn meerdere instrumenten van Stradivarius en andere Cremonese vioolbouwers te zien, alsook een handgeschreven brief en tal van werkdocumenten en gereedschappen.

## Unieke klank
De precieze reden waarom de Stradivarius zo'n subliem geluid produceert wordt nog altijd als een mysterie beschouwd. De Hongaars-Amerikaanse chemicus Joseph Nagyvary, werkzaam aan de Texas A&M University, heeft er zijn levenswerk van gemaakt om te onderzoeken wat de ware oorzaak van de klank is. Volgens Nagyvary is de klank te danken aan het chemische conserveringsmiddel voor hout dat gebruikt werd in de streek waar de vioolbouwer werkte. In de loop der jaren heeft hij veelvuldig gepubliceerd over zijn onderzoek naar de behandeling van het hout van de Stradivarius. Zijn onderzoek van 2006, uitgevoerd met de analysetechnieken kernspinresonantie en infraroodspectroscopie, bracht naar voren dat het hout van de achterkant van de violen behandeld zou zijn met conserverende zouten die koper, ijzer en chroom bevatten. Voor vervolgonderzoek staat het uitzoeken van de precieze samenstelling van deze zouten op het programma. De meningen over de uitkomsten van het onderzoek zijn echter verdeeld. Jon Whiteley, conservator van de muziekafdeling van het Ashmolean Museum in Oxford en eigenaar van twee Stradivariusviolen en een van zijn gitaren, gaat ervan uit dat de kwaliteit van het hout en het vernis weliswaar erg belangrijk zijn, maar dat de vorm van de resonerende kast uiteindelijk verantwoordelijk is voor de unieke klank.

## Waarde
De hoogste prijs ooit betaald voor een viool van Stradivari was 11 miljoen euro in 2011 op een online veiling. De viool werd in 1721 gebouwd en staat bekend als de Lady Blunt. Blunt, de kleindochter van Lord Byron, had het instrument 30 jaar in haar bezit. Het wordt beschouwd als een van de bestbewaarde exemplaren.
In 2006 bracht een andere viool van Stradivari (genaamd The Hammer) op een veiling bij Christie's in New York 3,5 miljoen dollar op. Begin april 2007 bracht de Stradivarius uit 1729 genoemd Solomon, Ex-Lambert bij Christie's in New York, 2,7 miljoen dollar op. De naam van de viool is ontleend aan de twee recentste eigenaars.
De meeste Stradivarius-instrumenten worden echter privé verkocht voor nog veel hogere bedragen. De voor vrijwel alle musici onbetaalbare instrumenten zijn doorgaans eigendom van vermogende derden die het instrument uitlenen aan topviolisten.

## Trivia
De meest bekende voorstelling van Stradivarius is het negentiende-eeuwse schilderij van Edouard Hamman. Het speelt tot op vandaag een grote rol in de beeldvorming rond Stradivarius in zijn geboortestad Cremona. Een bronzen zitbanksculptuur in de stad toont de vioolbouwer in een pose die van het schilderij is afgeleid. De Italiaanse posterijen brachten tijdens het interbellum postzegels uit die op het schilderij gebaseerd zijn. Enkele lokale Cremonese kunstenaars schilderen het doek na, zich baserend op de gravure van Mouilleron want de bewaarplaats van het origineel is niet bekend.
Een exemplaar van de gravure is te zien in het Stradivarius-museum in Cremona. Hamman zélf hernam een fragment, geschilderd in olieverf op een vioolbodem.
Een andere, vaak gereproduceerde voorstelling, is het schilderij van de Britse kunstschilder Edgar Bundy. Op dat schilderij zien we eveneens Stradivarius in zijn atelier, een viool bestuderend, maar nu in het gezelschap van ateliermedewerkers.
Een bekende Nederlandse eigenaar van een Stradivarius is André Rieu. Ook Janine Jansen bezit een Stradivarius. Zij bespeelt een Rivaz-Baron Gutmann uit 1707.

## Collectie in hetMetropolitan Museum of Art, New York

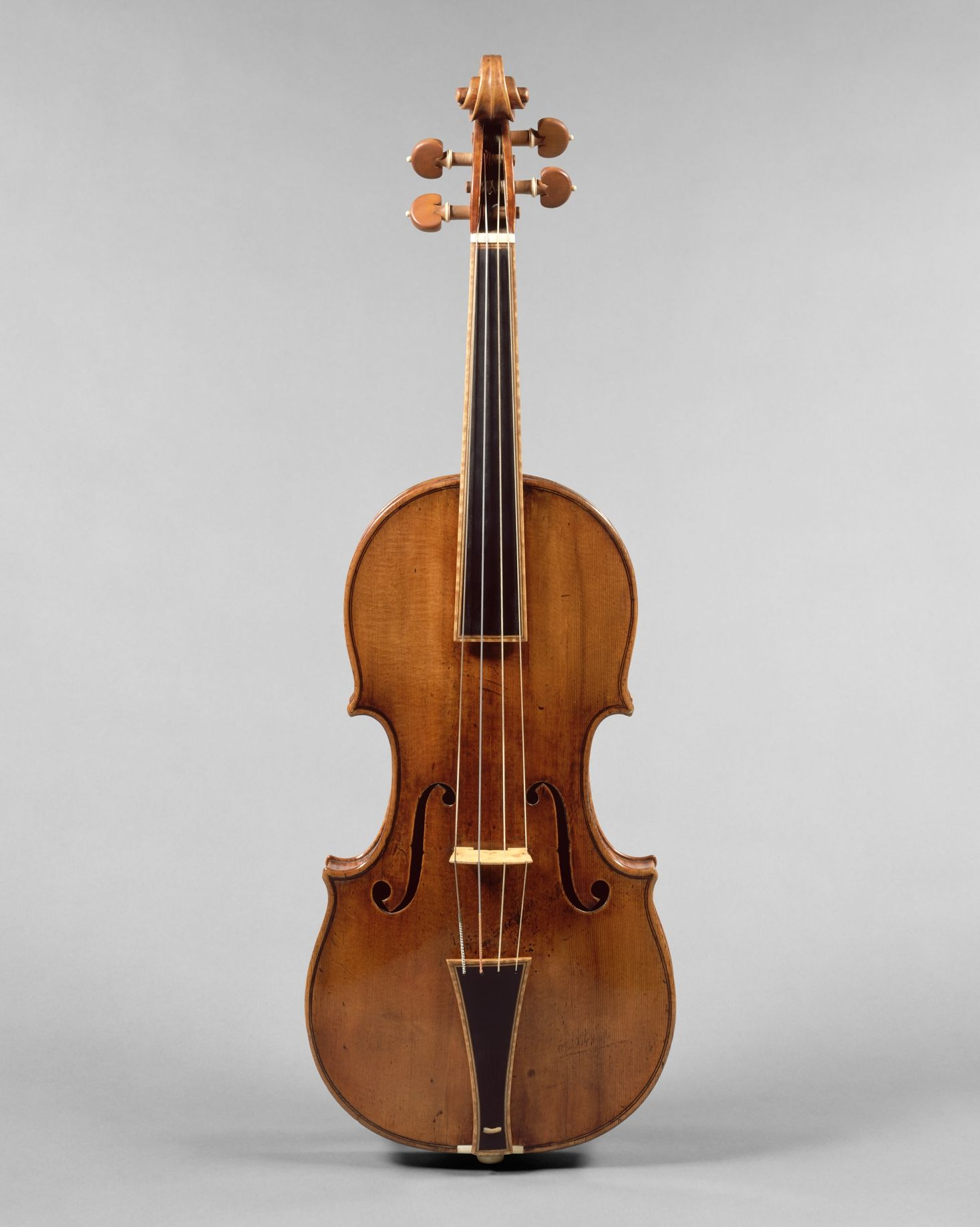
"Gould"-viool (1693)
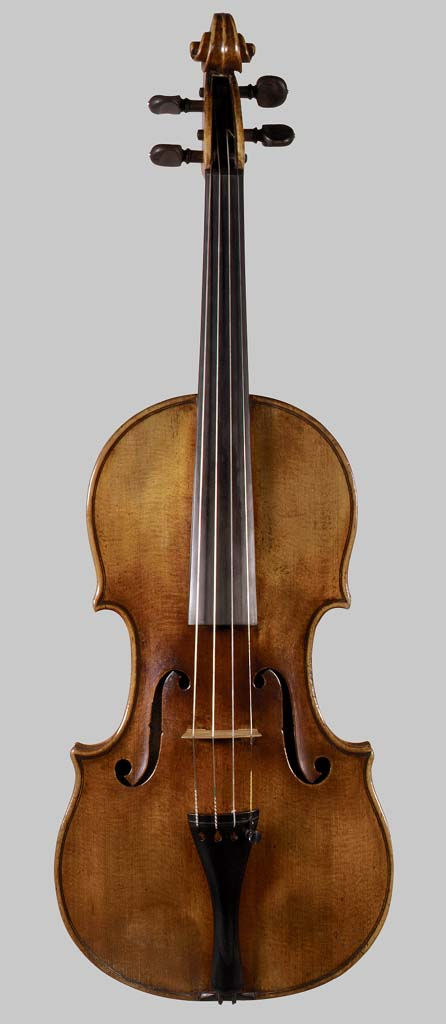
"Francesca"-viool (1694)
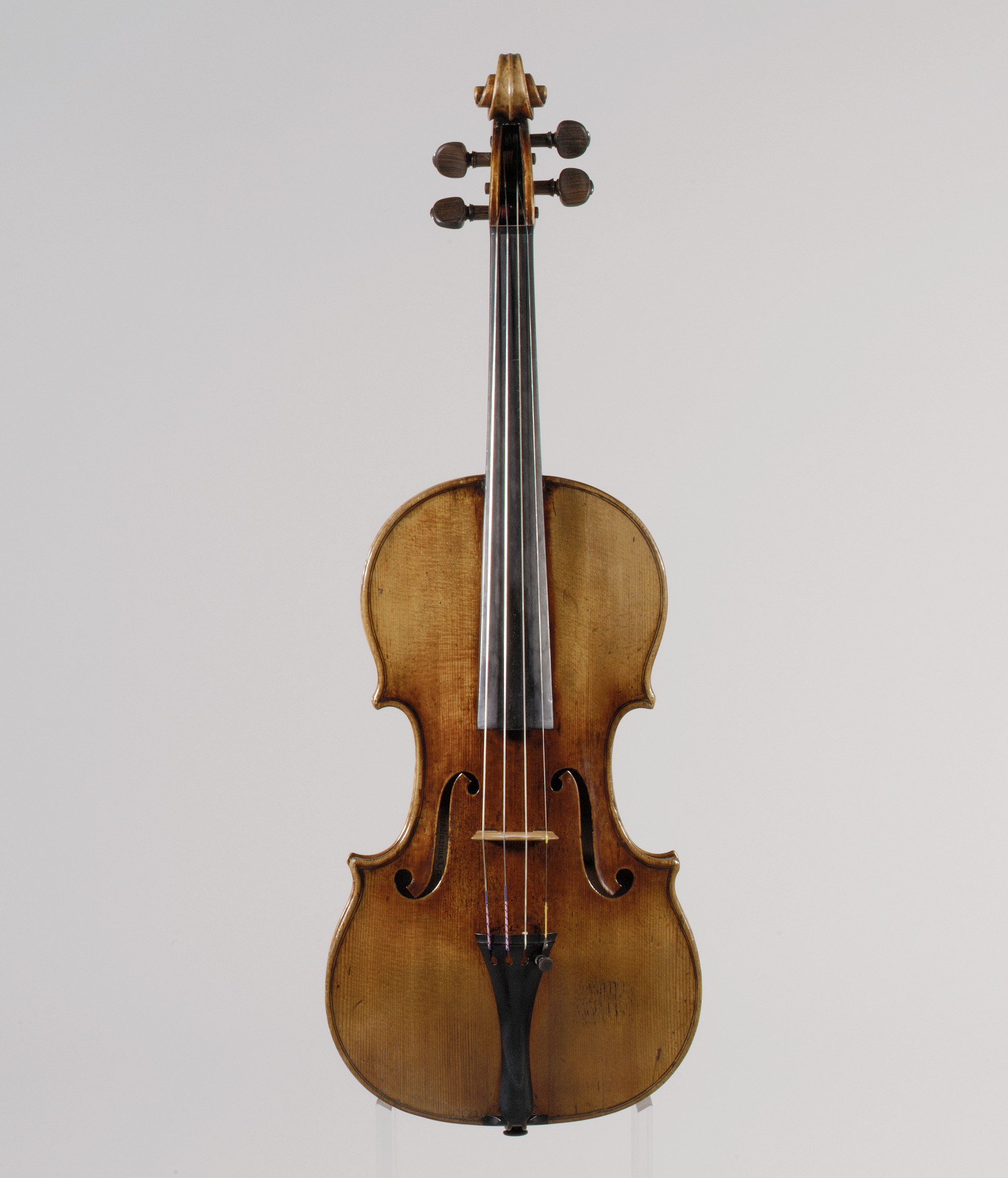
"Antonius"-viool (1711)